# Neoptychodes
Neoptychodes är ett släkte av skalbaggar. Neoptychodes ingår i familjen långhorningar.
Kladogram enligt Catalogue of Life:
| Neoptychodes | \| \| Neoptychodes candidus \| \| \| \| \| \| Neoptychodes cosmeticus \| \| \| \| \| \| Neoptychodes cretatus \| \| \| \| \| \| Neoptychodes trilineatus \| \| \| \| |
|              | \| \| Neoptychodes candidus \| \| \| \| \| \| Neoptychodes cosmeticus \| \| \| \| \| \| Neoptychodes cretatus \| \| \| \| \| \| Neoptychodes trilineatus \| \| \| \| |
|              | Neoptychodes candidus |
|              | |
|              | Neoptychodes cosmeticus |
|              | |
|              | Neoptychodes cretatus |
|              | |
|              | Neoptychodes trilineatus |
|              | |